# ویلیام کانسلمن
ویلیام مارین کانسلمن (انگلیسی: William Marien Conselman؛ ‏ ۱۰ ژوئیهٔ ۱۸۹۶ – ۲۵ مهٔ ۱۹۴۰) با تخلص و نام‌های مستعار «بیل کانسلمن» و «فرانک اسمایلی»، فیلم‌نامه‌نویس و فکاهی‌نویس اهل ایالات متحده آمریکا بود. بین سال‌های ۱۹۲۱ تا ۱۹۴۰، او فیلمنامه‌نویس بیش از ۵۰ فیلم بود. تا سال ۱۹۳۶، درآمد سالانه او بیش از ۶۰،۰۰۰ دلار بود.
از فیلم‌هایی که وی در آن‌ها نقش داشته است، می‌توان به عشق پولی، بزن‌بکوب! و اورینت اکسپرس اشاره نمود.